# Dąbrówka Leśna
Dąbrówka Leśna – wieś sołecka w Polsce położona w województwie wielkopolskim, w powiecie obornickim, w gminie Oborniki.
W latach 1975–1998 miejscowość administracyjnie należała do województwa poznańskiego.
Przez miejscowość przebiega droga wojewódzka nr 178.
Do rejestru zabytków wpisana jest szkoła murowana z początku XX wieku.